# Skupina dvou stromů tisů červených č. 346 v Raciborzu
Grupa Dwóch Drzew Cis Pospolity nr 346 w Raciborzu, česky lze přeložit jako Skupina dvou stromů tisů červených č. 346 v Raciborzu, je skupina 2 tisů červených (Taxus baccata L.) v části Płonia města Racibórz (Ratiboř) v okrese Ratiboř v jižním Polsku. Geograficky se nachází na pravém břehu řeky Odry v nížině Ratibořská kotlina v regionu Horní Slezsko a ve Slezském vojvodství.

## Historie a popis stromů
Pomalu rostoucí stromy jsou v malém parku před areálem františkánského kláštera na ulici Sudecka. Oba stromy jsou samičí vícekmenné formy. Památková ochrany byla zřízena k 26. listopadu 2008. K roku 2018 je odhadované stáří na 260 let.

## Další informace
Stromy jsou celoročně volně přístupné. Tisy červené patří mezi jedovaté rostliny.

## Galerie

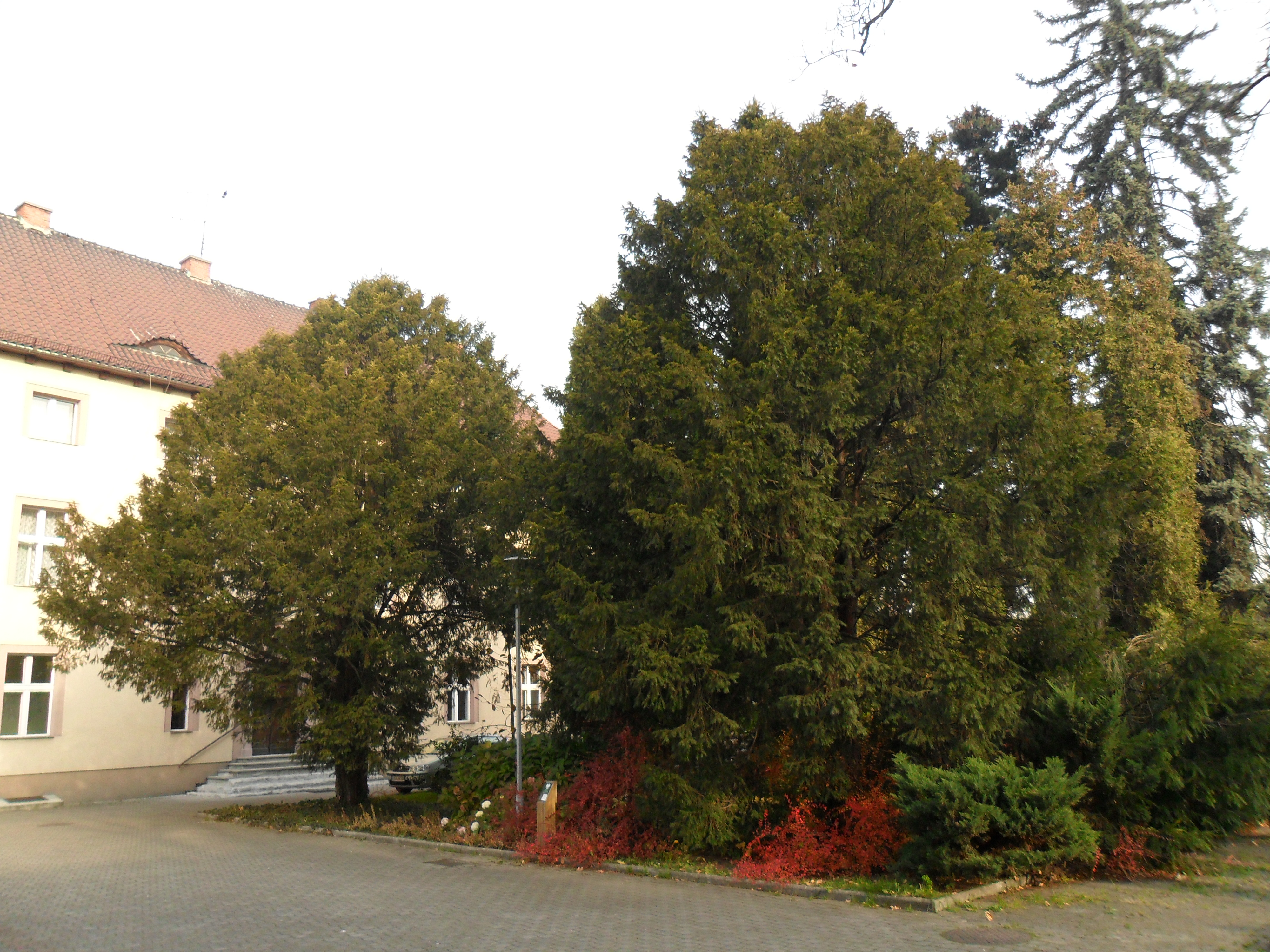
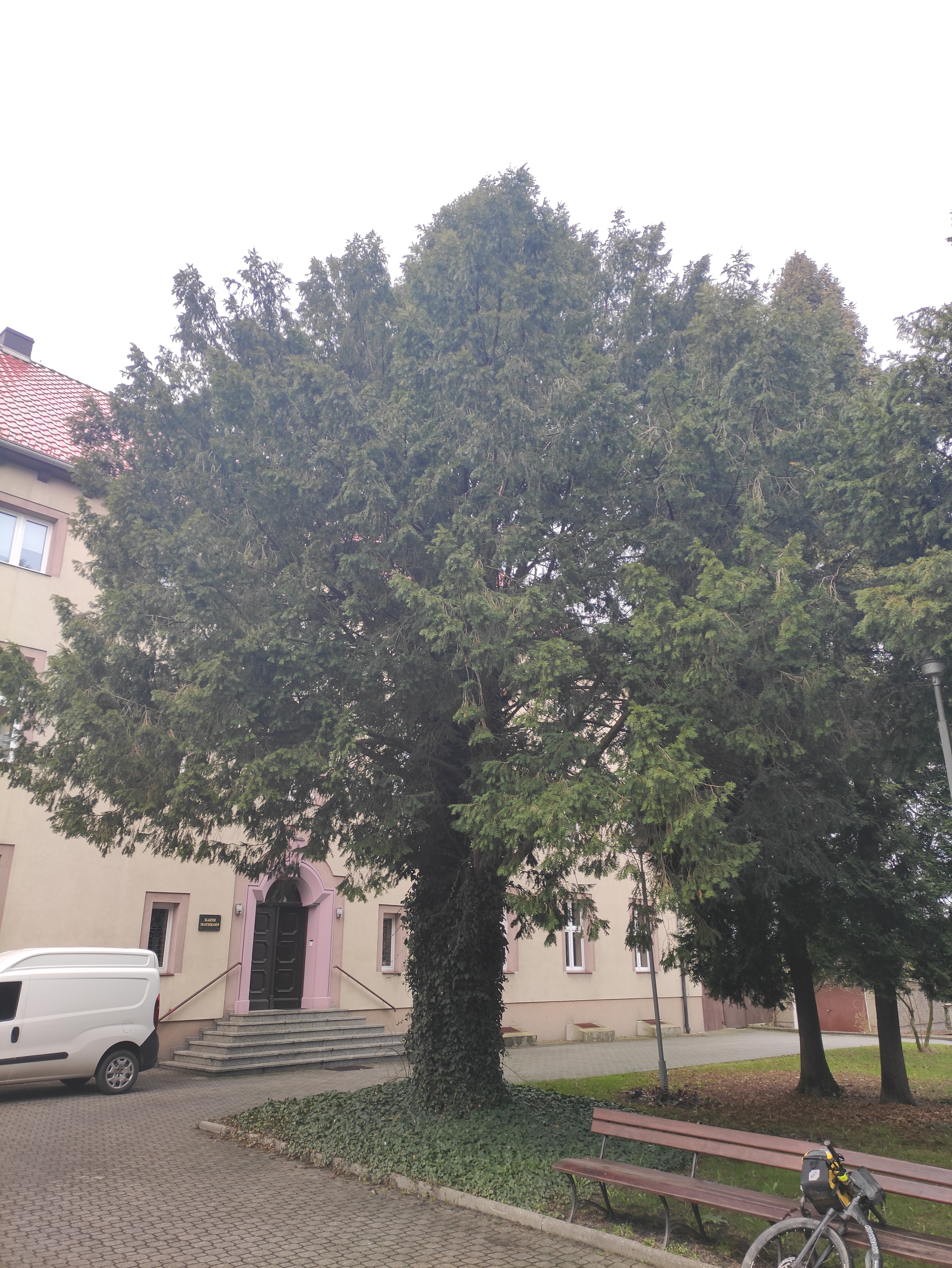
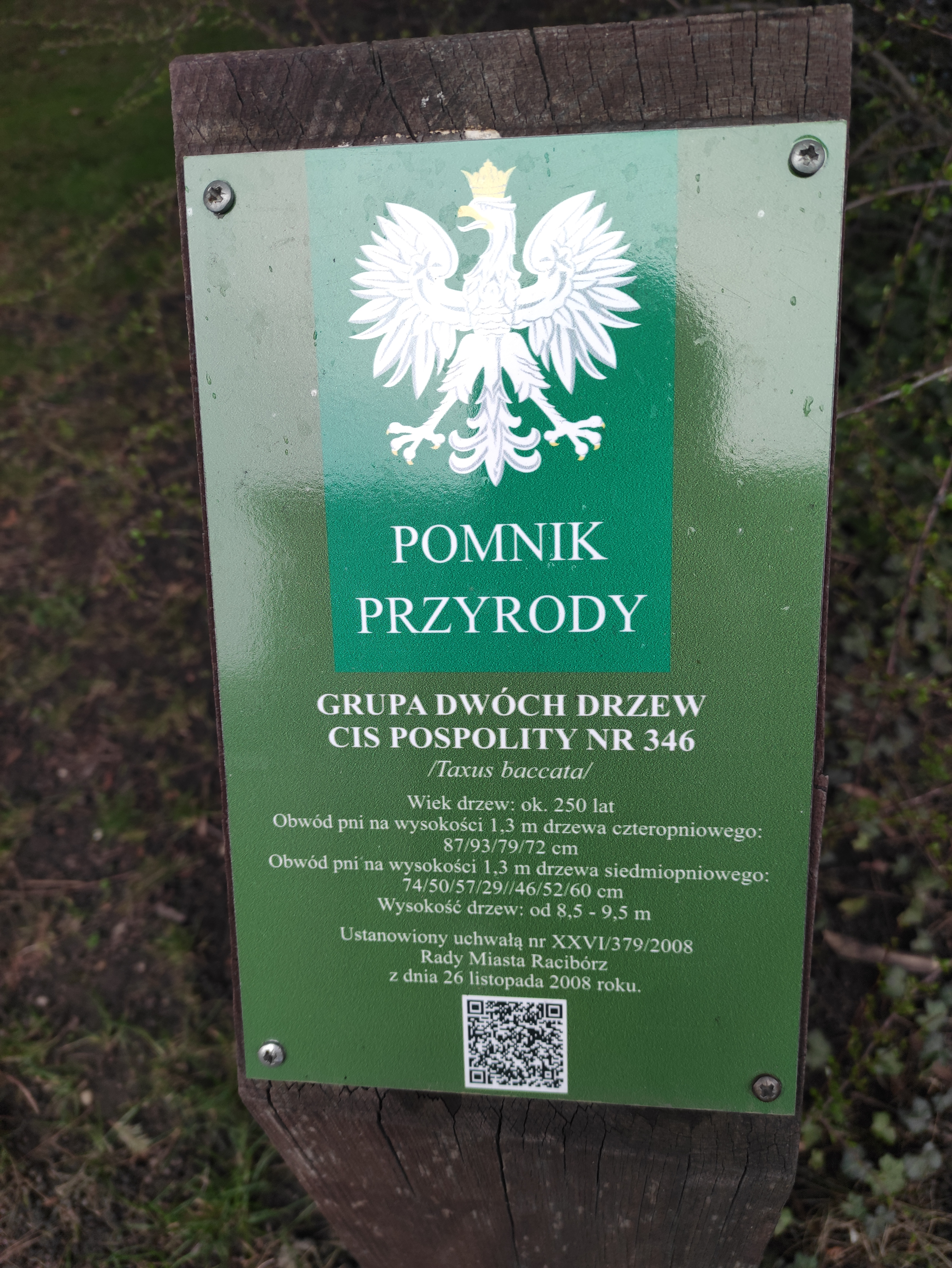